# Bagodine
Bagodine este o comună din departamentul M'Bagne, Regiunea Brakna, Mauritania, cu o populație de 8.933 locuitori.